# Église Notre-Dame-de-l'Assomption d'Allinges
L’église Notre-Dame-de-l'Assomption d'Allinges est un édifice religieux catholique, situé en Haute-Savoie, sur la commune des Allinges.

## Localisation
L'église est située au chef-lieu la commune de Faucigny, dans le département français de la Haute-Savoie.
Cette église est l'un des clochers de la paroisse Notre-Dame des Hermones, dont Allinges est le siège. Cette dernière dépend du doyenné du Chablais au sein du diocèse d'Annecy.

## Historique
Au cours de la période du Moyen Âge, la paroisse réunie les deux bourgs et châteaux de Château-Vieux et de Château-Neuf. Elle est pour cette période le siège d'un doyenné. Le plus vieille édifice religieux du lieu, une chapelle, remonterait au VIe siècle/VIIe siècle.
L'église est attestée vers le XIIIe siècle. La désignation du prêtre de la paroisse est disputée au XIVe siècle entre le prieur du Grand-Saint-Bernard, l'évêque de Genève et le prévôt de Montjoux.

## Description
Du précédent édifice, il ne reste plus que le clocher qui fut décapité de sa flèche durant la Révolution, le bâtiment est entouré par le cimetière. Reconstruit au XIXe siècle, de type halle à chevet en hémicycle, l'édifice appartient au style néoclassique « sarde »,. L'église est restaurée en 1975 et 1986.
Dans le clocher, se trouve une cloche classée Monument historique, fondue à Genève en 1456, d'un poids de 450 kilos. Il s'agirait de la plus vieille cloche du département.
Les peintures murales ont été réalisées par l'artiste Baud, originaire de Morzine, les autels latéraux sont en trompe-l'œil : à droite, les 15 tableaux du rosaire, parmi le mobilier, on compte la chaire de saint François de Sales.

## Galerie

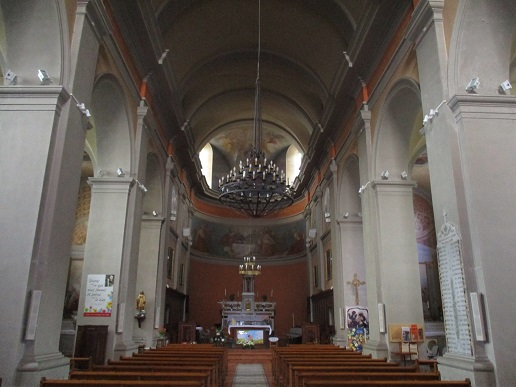
Intérieur.
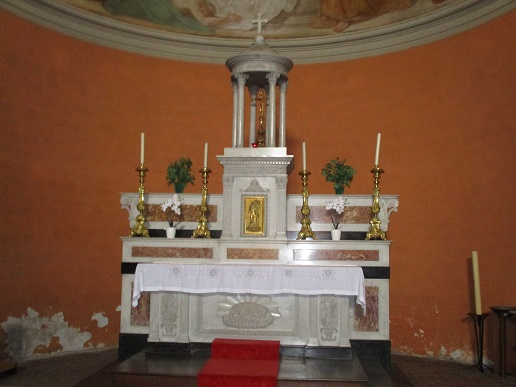
Retable.
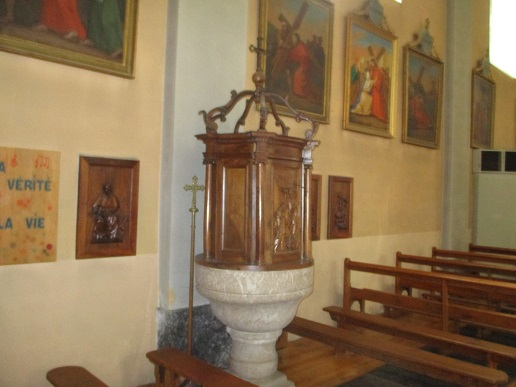
Le bénitier.
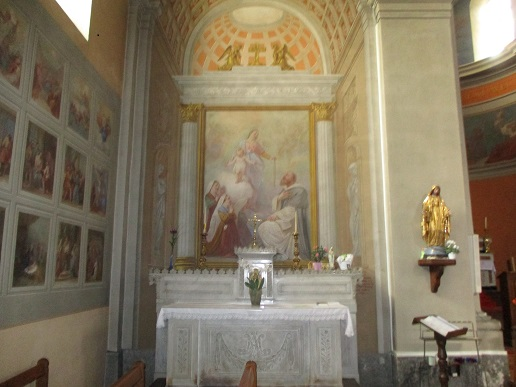
La chapelle gauche.
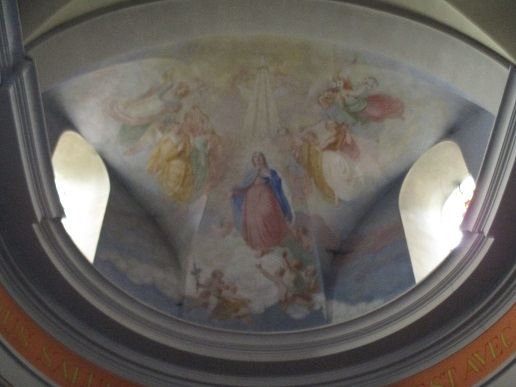
La fresque du chœur.